# La Independencia (periódico)
La Independencia fue un periódico español editado en la ciudad de Almería entre 1908 y 1936.

## Historia
Fundado en marzo de 1908 por el farmacéutico Juan José Vivas Pérez, era un diario de ideología católica e integrista. A lo largo de su historia, de entre sus directores destacó Fructuoso Pérez Márquez. Tras la muerte de su fundador en 1924, su hijo, Juan José Vivas-Pérez Bustos, mantuvo la propiedad del diario.
Para cuando se produjo la proclamación de la Segunda República, en 1931, La Independencia era el diario de los sectores tradicionalistas de Almería, y durante este periodo la publicación estuvo más cerca del tradicionalismo que de la coalición conservadora CEDA. Su apoyo indirecto a la Sanjurjada le valió una breve suspensión en 1932 por parte de las autoridades republicanas. Para 1934 había evolucionado claramente hacia el carlismo, pasando a formar parte del grupo editorial carlista Impresora Bética (IBSA). La Independencia disfrutó en esta época de una buena situación económica que incluso le permitió editar una revista quincenal, Ilustración Popular.
La publicación desapareció en julio de 1936, tras el comienzo de la guerra civil. Tanto su director, Fructuoso Pérez Márquez, como el propietario, Juan José Vivas-Pérez y Bustos, fueron asesinados por los revolucionarios en la playa de La Garrofa el 15 de agosto de 1936.